# Present (BONNIE PINKのアルバム)
『Present』（プレゼント）は、BONNIE PINKの通算6枚目のオリジナルアルバム。初回盤2003年2月19日発売。（CD-DA盤の再発売は2005年7月1日。）発売元はワーナーミュージック・ジャパン。CDコードはWPCL-10185（再発盤）。（CCCD盤 WPC7-10160～生産中止）

## 概要
アルバム『Just a Girl』から1年4ヶ月ぶりとなるオリジナル・アルバム。共同プロデューサーにOUTSIDEのマット・クーパーを迎えて作成された。トーレ・ヨハンソンも「Tonight, the Night」で、5年ぶりにのプロデュースを行っている。レコーディングはロンドンとロサンゼルスで行われた。（ロンドンでは初レコーディング。）
当初、コピーコントロールCDとして発売されたが、コピーコントロールCDの生産打ち切りに伴い2005年7月1日、通常盤CDが発売された。初回限定盤は特殊ジャケット仕様。
本アルバムの発売にあたって、「Tonight, the Night」が先行シングルとしてリリースされた。

## 収録曲
1. Tonight, the Night （4:33）
（作詞・作曲：BONNIE PINK　編曲：Tore Johansson）
2. Losing Myself （3:28）
（作詞・作曲：BONNIE PINK）
3. Present （3:34）
（作詞・作曲：BONNIE PINK　ストリングス・アレンジ：Matt Cooper and Simon Hale）
4. Need You （4:17）
（作詞・作曲：BONNIE PINK　編曲：Matt Cooper）
5. Home （3:39）
（作詞・作曲：BONNIE PINK）
6. Rope Dancer （3:37）
（作詞・作曲：BONNIE PINK　ストリングス・アレンジ：Matt Cooper and Simon Hale）
7. Over the Brown Bridge （4:26）
（作詞・作曲：BONNIE PINK）
8. Can't Get Enough （4:00）
（作詞・作曲：BONNIE PINK）
9. Passive-Progressivism （4:43）
（作詞・作曲：BONNIE PINK）
10. Chronic Vertigo （4:16）
（作詞・作曲：BONNIE PINK）
11. Wildflower （4:36）
（作詞・作曲：BONNIE PINK）
12. April Shower〜四月の嵐〜 （5:04）
（作詞・作曲：BONNIE PINK）